# Oxophilie
L'oxophilie désigne la tendance qu'ont certains composés chimiques à former des oxydes ou à se lier fortement à un atome d'oxygène. On utilise généralement ce terme pour décrire des centres métalliques, le plus souvent les premiers métaux de transition tels le titane, le niobium ou le tungstène. Les métaux oxophiles sont classés comme « durs » dans le concept HSAB. D'autres composés sont également connus comme étant oxophiles tels les dérivés de l'aluminium, du silicium et du phosphore.